# Going Nuts
Going Nuts ou Gritos en el pasillo é um filme espanhol

## Sinopse
Um prestigioso ilustrador de contos infantis é contratado pelo diretor de um manicômio. Sua missão é decorar as paredes com seus desenhos, para melhorar o ambiente do lugar. Parece um trabalho fácil, mas as coisas se complicam quando o cartunista descobre um escuro corredor de onde saem gritos arepiantes. 

## Personagems

### Desenhista
Prestigioso ilustrador de contos infantis. Reprimido na infância por sua família que considerava que os artistas eram inúteis e desprezívels. Isto tornou nosso protagonista em um tipo inseguro e influenciavel, acostumado a cruzar os braços diante dos problemas. Mas isso irá mudar, porque os perigos que o espreitam no interior do manicômio os obriga a tomar uma decisão: sobreviver ou...enlouquecer.

### Enfermeiro Chefe
É o braço direito do diretor do manicômio. Sinistro, enigmático e tão instável quanto os deficientes mentais que toma conta. Não se dar bem com ele é o pior que pode suceder-se ali dentro. Má sorte amigo desenhista: ele não gosta de você... nem um pouco.

### Marita
A deficiênte mental mais peculiar do manicômio. Comporta-se como uma criança tentando fugir dos pesadelos que a perseguem. Ela é única quando se trata de encontrar formas de machucar-se. Rí como os anjos e chora como uma alma penada. É adorável e irritante. Fará-te rir e tremer. Você ira querer abraça-la e mata-la.

### Diretor Do Manicomio
Provavelmente o amendoim mais antigo do hospital. É o rosto mais amável desse lugar sinistro. Comanda seu pessoal com pulso firme e bondade. Sim, meu amigo desenhista, este velho poderia ser seu melhor aliado, a não ser por um pequeno detalhe: quando conta-lo o que está acontecendo contigo, não acreditará no que disses.

### Herr Doctor
Onde se refugia um médico nazista quando sua pátria perde a guerra? Em nosso manicômio, é claro! Impõe a disciplina e a saúde mental com os procedimentos mais extremos. Procedimentos baseados na nossa maior amiga: a eletricidade.